# NGC 916
NGC 916 je galaksija u zviježđu Ovan. Otkrio ju je njemački astronom Albert Marth, 5. rujna 1864. godine.

## Vanjske poveznice
- SEDS: NGC 916